# George Beuchat
Georges Constant Émile Beuchat (n. 11 februarie 1910 - d. 20 octombrie 1992) a fost un scafandru, om de afaceri și inventator francez, fondator al firmei producătoare de echipament de scufundare Beuchat International.
George Beuchat a inventat un mare număr de piese de echipament de scufundare care au condus la dezvoltarea scufundării în general și a celei de scufundare liberă și vânătoare subacvatică în special.

## Invenții
- 1947: Arbaleta cu sandouri „Tarzan”
- 1948: Geamandură de avertizare
- 1950: Carcasă etanșă pentru aparat de fotografiere subacvatică
- 1950: Teacă pentru cuțit de scafandru
- 1953: Costum umed
- 1958: Vizor cu geam înclinat
- 1960: Labe de înot „Espadon”
- 1963: Costumul umed „Tarzan”
- 1964: Labe de înot cu canale pentru jet de apă
- 1964: Detentorul „Souplair”
- 1975: Arbaleta „Marlin”
- 1978: Detentorul „Atmos”